# Tibiceninae
Tibiceninae — підродина напівтвердокрилих комах родини Цикади (Cicadidae).

## Класифікація
Триба Cryptotympanini
- Рід Chremistica
- Рід Cryptotympana
- Рід Salvazana

Триба Fidicinini
- Рід Dorisiana
  - Dorisiana bicolor
  - Dorisiana bonaerensis
- Рід Fidicina
- Рід Fidicinoides
  - Fidicinoides determinata
- Рід Proarna
  - Proarna insignis

Триба Hyantiini
- Рід Hyantia
  - Hyantia honesta
- Рід Quesada
  - Quesada gigas

Триба Polyneurini
- Рід Angamiana
- Рід Formotosena
- Рід Graptopsaltria

Триба Tibicenini
- Рід Conibosa
  - Conibosa occidentis
- Рід Diceroprocta
  - Diceroprocta apache
- Рід Tibicen

ТрибаTosenini
Триба Zammarini
- Рід Odopoea
- Рід Zammara

| Ентомологія | Це незавершена стаття з ентомології. Ви можете допомогти проєкту, виправивши або дописавши її. |